# Umbelopsis fusiformis
Umbelopsis fusiformis är en svampart som beskrevs av H.Y. Yip 1986. Umbelopsis fusiformis ingår i släktet Umbelopsis och familjen Umbelopsidaceae.   Inga underarter finns listade i Catalogue of Life.